# ای ایران ایران
ایران ایران یا ای ایران ایران ترانه‌ای با صدای محمد نوری و شعری از تورج نگهبان با آهنگسازی محمد سریر است.

## ساخت
این اثر برای اولین‌بار در آلبوم «دلاویزترین» در سال‌های ۱۳۶۰ منتشر شد که ایران درگیر جنگ بود.

## متن شعر
بخشی از متن شعر سروده تورج نگهبان:
در روح و جان من می‌مانی؛ ای وطن
به زیر پا فتد آن دلی؛ که بهر تو نلرزد!
شرح این عاشقی…
ننشیند در سخن؛ که بهر عشق والای تو همه جهان نیارزد!
ای ایران ایران! دور از دامان پاکت
دستِ دگران، بد گهران
ای عشق سوزان! ای شیرینترین رؤیای من
تو بمان؛ در دل و جان…
ای ایران ایران!
...

## تحریف ترانه
محمود کریمی با دخل و تصرف ترانه در محرم ۱۴۰۴ به تبلیغ مفاهیم شیعی پرداخت. وی با حفظ ملودی و ریتم، با تحریف شعر تورج نگهبان، مفاهیم و نشانه‌های شیعی مانند صحن و حرم، حیدر و مانند آن را به این ترانه افزوده است. خانواده تورج نگهبان، نسبت به اجرای نوحه‌ برگرفته از این ترانه توسط یک «مداح حکومتی» در حضور علی خامنه‌ای اعتراض کردند و این اقدام را «نهایت ریاکاری» خواندند.